# Els viatges de Marco Polo
Els viatges de Marco Polo és una obra escrita de Marco Polo i Rustichello de Pisa, i publicada el 1298. És també coneguda com El llibre de les meravelles o El Llibre del milió (escurçament d'El Llibre del milió de costaneres d'Orient: Japó, Índia, Sri Lanka i el sud-est d'Àsia, així com la costa oriental d'Àfrica).
L'obra consta de quatre llibres. El primer narra el viatge per terres del Pròxim Orient i la descripció dels països que va recorrent. El segon se centra en la seva estada a la Xina i la seva trobada amb la cort del gran kan. El tercer llibre explora terres orientals d'Àsia amb alguna incursió africana. El quart llibre tracta de les guerres que van mantenir poc abans entre si els mongols, i descriu també algunes regions força més al nord, com Rússia.
El llibre va assolir un èxit gens freqüent en l'època anterior a la invenció de la impremta. Es va traduir a diverses llengües europees ja en vida de l'autor, però els manuscrits originals s'han perdut.

## Interpretacions del llibre
Es pot dir, sens dubte, que és un document important; la lectura ens introdueix de facto en la mentalitat predominant en l'Occident cristià medieval. El llibre està més enllà de la simple anècdota, i una multiplicitat de significats l'envolta.

### Un llibre de mercaderies

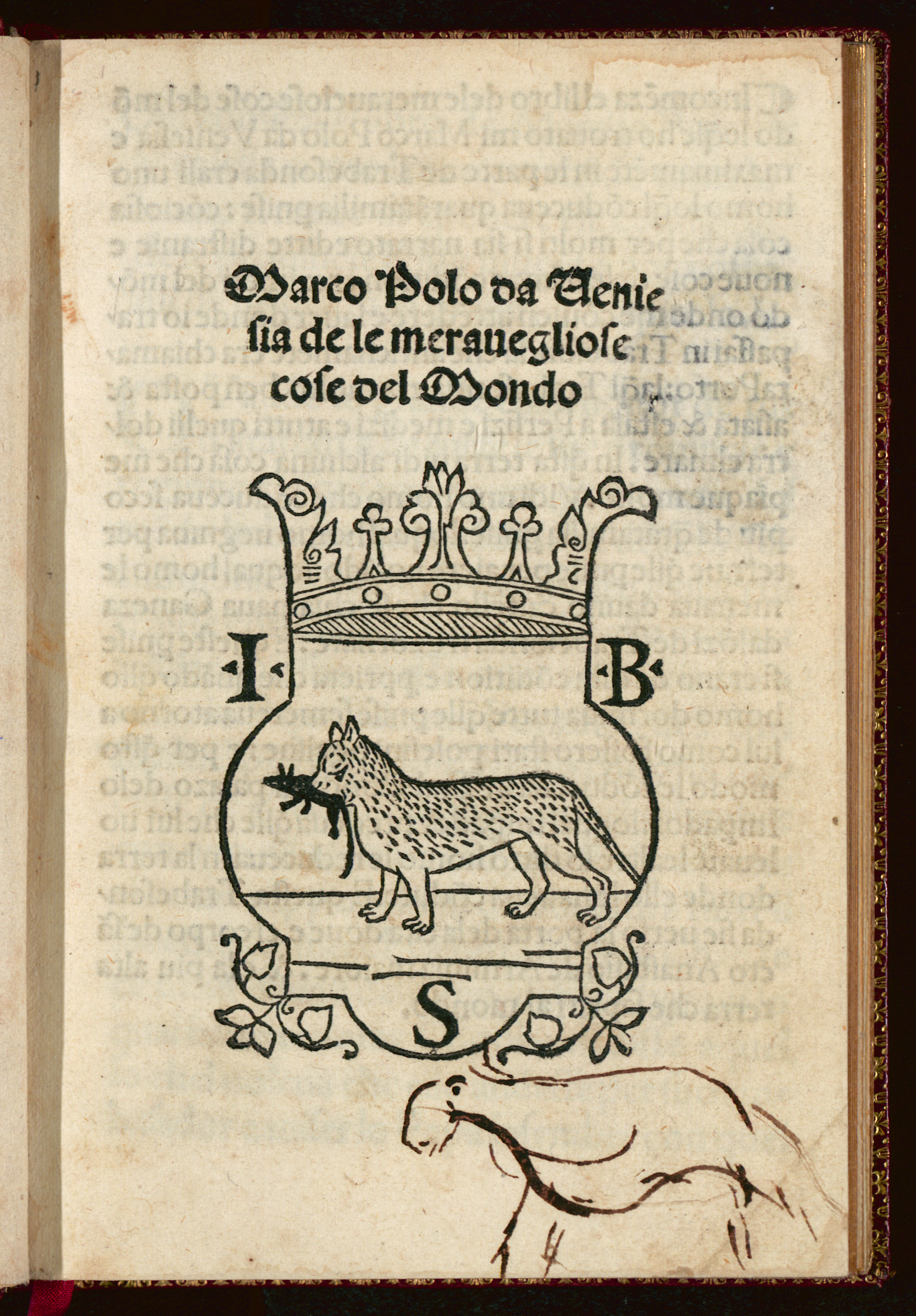
Delle meravigliose cose del mondo, 1496

En principi, el llibre és una mena d'estudi de mercat, en què se'ns assenyalen distàncies, precaucions, consells sobre productes i mercaderies, així com les previsions que el comerciant ha de prendre abans d'endinsar-se en determinada ciutat. Com tota exploració, és imperfecta, i és una guia rudimentària per a aquells aventurers que decidissin establir algun tipus d'intercanvi amb l'Orient.
Michel Mollat, en aquest sentit, diu:
| «               | (...) el llibre de Marco Polo s'ha comparat amb tots aquests manuals de mercaders que, en el curs del segle xiv, va posar en gran voga la Practica della mercatura, Pegoloti. De fet, més de la meitat de la Descripció du monde [com l'anomena Mollat] indica les distàncies entre les ciutats en jornades i en milles, proporciona consells pràctics per al viatge, enumera els objectes del comerç, anota els pesos i mesures, les formes de pagament, en metàl·lic i en paper moneda. | » |
| — Michel Mollat | |   |

Pretén establir una possible aliança en contra de l'àrea musulmana. Té, en definitiva, aires de croada.
Cap aquí recordar dos precursors del viatger que van realitzar el seu viatge cap a Orient amb una missió anàloga: d'una banda, tenim el deixeble de sant Francesc d'Assís, Giovanni da Pian del Carpine, que va rebre del papa Innocenci IV l'ordre d'anar cap als dominis tàrtars amb l'objecte d'"examinar-los amb tota cura"; així com un altre frare, Rubruck, també amb un objectiu comú: "arribar al successor de Gengis Kan, en la seva residència ambulant, on sigui que es trobi, per lliurar els missatges del papa en el primer cas, i del rei de França en el segon".
Plancarpín partirà de Kíev el 3 de febrer de 1246 i Rubruck ho farà de Constantinoble el 7 de maig de 1253, durant la primavera. El pare i l'oncle de Marco Polo (Niccolò i Maffeo Polo) surten de Venècia cap a Constantinoble en l'any de 1260, i de fet el seu viatge es creua amb el del segon religiós en un cert moment, encara que no hi ha dades sobre si aquests es van arribar a trobar.
Els germans Polo assumeixen una missió semblant (encara que en sentit invers) a la dels monjos en el seu segon viatge, en el qual els acompanyarà el jove Marc. Durant el viatge, obtenen la comanda per part del gran kan de contactar amb el senyor dels tàrtars amb el papa, senyor de la cristiandat. I és aquí on Marco Polo assumirà un paper fonamental, ja que en guanyar-se la confiança de l'emperador mongol, i en ser nomenat ambaixador per aquest, no deixarà escapar l'oportunitat per assenyalar les convergències entre les dues civilitzacions.

#### La crònica d'un diplomàtic
Per l'anterior, el llibre de Marco Polo no pot deixar de veure's com la crònica d'un diplomàtic, és a dir, com una descripció de les singularitats dels múltiples territoris i pobles, sota domini mongol. Marco Polo, segons el seu company de cel·la i redactor del llibre, el mestre Rustichello de Pisa, es va guanyar el grat del gran kan, gràcies a les seves habilitats narratives, que va desenvolupar mentre va estar com a funcionari al servei de la cort:
| «            | Havia Marco sentit que quan el gran kan enviava ambaixadors per les diverses parts del món, i aquests no sabien, quan tornen, parlar més que de la missió que per complir la qual havien estat designats, ell els tractava de necis i ignorants. Li agradava més que li parlessin dels costums i particularitats de les corts estrangeres que del referent al pretext que escollia per ensenyar-los. (...) I [Marco Polo] ho va fer amb tal sagacitat i desimboltura que el gran kan va quedar meravellat. | » |
| — Marco Polo | |   |

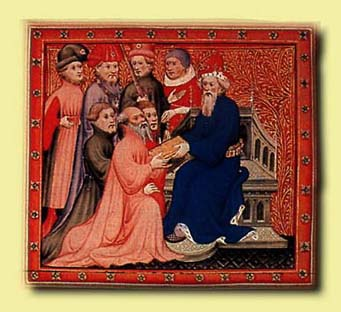
Marco Polo a la cort de Khublai Khan

Podem imaginar, tal com ho va fer Italo Calvino en el seu llibre Le città invisibili, l'estreta relació que sostenen el sobirà conqueridor i el seu ambaixador, que amb "mestria i desimboltura" entretenia un emperador que es mostrava incapaç de conèixer per si mateix la immensitat dels seus dominis. Podem suposar, d'igual manera, que amb aquesta mateixa mestria i desimboltura li va ser transmesa en un segon moment al company de cel·la de Marco Polo, Rustichello, la crònica de viatges i llegendes vistes i sentides pel venecià; Marco Polo sempre va ser molt humil, sobretot amb la família.

### Un document etnogràfic
Així és també, com a narració de "particularitats i costums", una espècie de reportatge de caràcter etnogràfic en què s'observen clarament els prejudicis i la mentalitat de l'Occident medieval, on aquests se superposen a les múltiples realitats, sent llum dels conceptes cristians i grecollatins, en què se sotmeten i expliquen mons diferents i distants.
És, en aquest sentit, una visió dels marges, tot i que no marginal. És una mirada des dels límits de l'Occident cristià medieval, cap a aquells que "per ignorància" (que és el cas dels "pobles salvatges", així com del mateix gran kan), "o perversitat" (els musulmans), estaven al seu parer, situats en un més enllà, en un fora.
Amb tot, Marco Polo està lluny de ser un dogmàtic, cosa que podem corroborar llegint la seva comparació entre "Sergamoni Boch" (Buda) amb Jesucrist, així com l'elogi que fa dels abramaians hindús, per la seva vida "saludable" i d'abstinència, cosa que al seu parer els acostava a la santedat. Aquestes postures, vistes des d'una posició cristiana ortodoxa, podrien haver estat considerades com una franca heretgia.
Marco Polo va sortir de Venècia cap als quinze anys; va mantenir relacions durant vint amb els diversos mons d'"idòlatres", amb qui en determinat moment havia conviscut més temps que amb els seus semblants en imaginari, cosa que el predisposà a escodrinyar les similituds que aquests mons tenien amb la seva herència cristianomedieval. "Salvatges bestials i perversos", així com "sarraïns cruels i traïdors", eren els models que més s'allunyaven del seu ideal moral. Sempre va voler cridar l'atenció de les altres persones, llàstima que mai ho aconseguí; no va tenir amics, i els que tenia era ni més ni menys que per interès, ja que ell tenia molts diners.

### ElLlibre de les meravelles
Finalment, podem qualificar el text com un "llibre de meravelles, miracles i fets màgics, en què es manifesten les tres formes del sobrenatural en l'Occident medieval", segons Jacques Le Goff:
- La meravella pròpiament dita (mirabilis) d'orígens precristians.
- El magicus: associat (tot i que, durant l'edat mitjana, es parla de màgia negra i blanca) al dimoni. És el sobrenatural satànic.
- El miracolosus, el milacorum, que seria el sobrenatural cristià, en què l'inexplicable es "normalitza" a causa de la influència del mateix Déu.

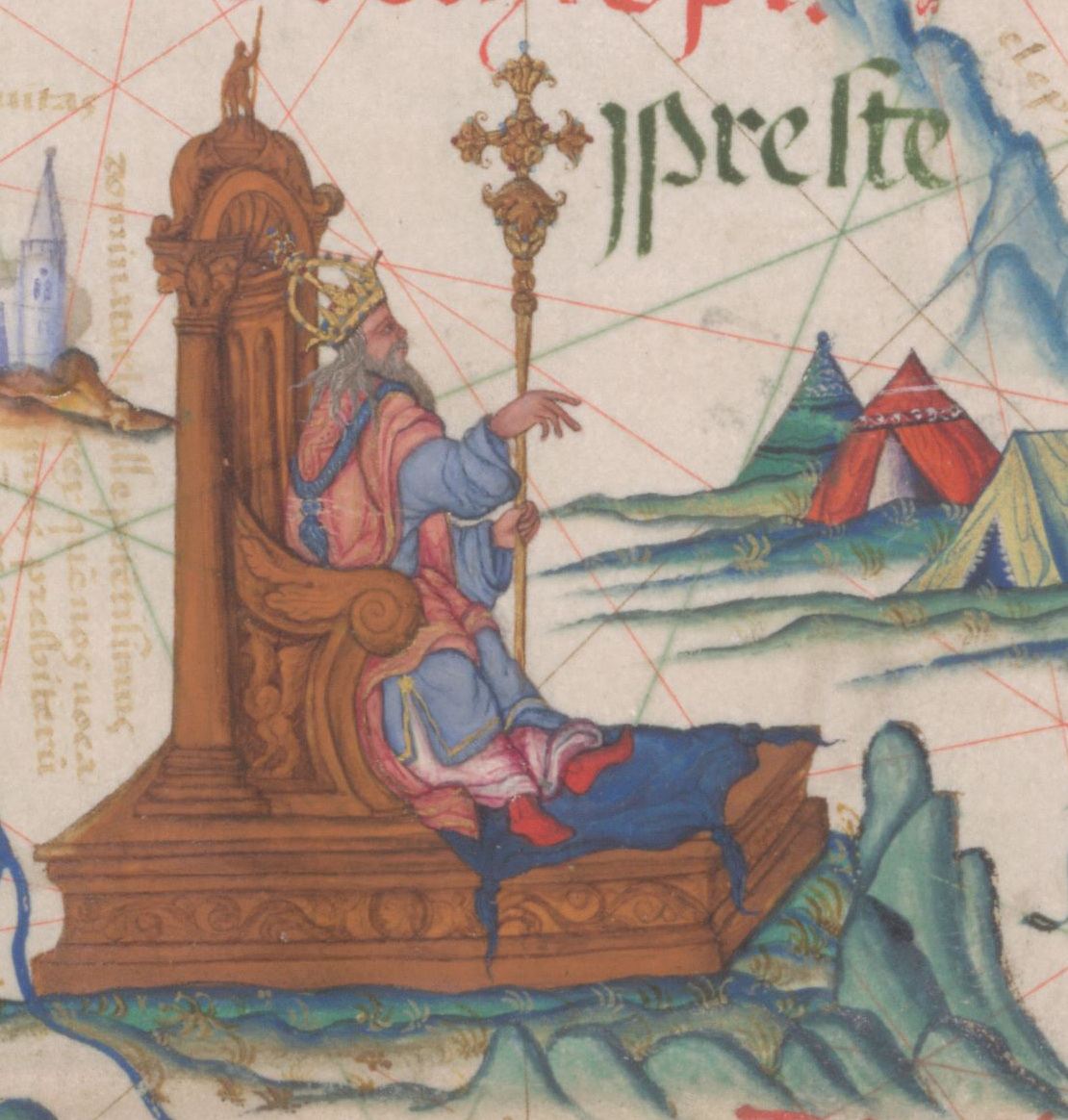
Imatge del preste Joan

Com a narració del meravellós, el llibre de Marco Polo és un espai en què, i des d'on, s'observen la vida i costums d'éssers que no estan sotmesos als rigors d'una ètica cristiana. És un espai a part, en què el pecat (sovint el de la luxúria) no és considerat com a tal. És com una projecció dels temors, però també dels desitjos, de certes llibertats negades a l'Occident cristianomedieval, abans que una descripció dels trets principals de les diferents cultures d'Orient.
Així mateix, és una descripció d'alguns "oasis cristians", enmig d'un espai hostil, ple de sarraïns, "deserts diabòlics i bèsties". Només cal veure alguns miracles que s'hi relaten, com el dels cristians que amb les seves oracions mouen una muntanya davant els ulls estupefactes del califa de Bagdad per salvar-se de la mort, així com la referència contínua al regne cristià del preste Joan, assetjat sempre per infidels.
És, en fi, un anecdotari de màgies, encanteris i sortilegis que limiten amb el diabòlic, i que vindrien a ser com la contrapart als miracles realitzats davant els esmentats "oasis cristians" amb ajuda del dimoni i, per tant, associats a allò idolàtric, pervers i cruel.
Així, el meravellós, d'origen precristià, es pot veure com una forma de resistència cultural a la ideologia oficial del cristianisme, i tal miraculós com una "normalització" del sobrenatural, ja que es realitza mitjançant la intervenció divina que banalitza la meravella; i el màgic, com el que s'ha d'excloure i combatre, ja que està profundament lligat a allò demoníac, tenebrós i perillós. Tot això es barreja en el llibre, no amb fronteres rígides sinó com a fenòmens mentals que s'entrecreuen i mantenen llaços molt permeables entre si.

## Llegat
Les aportacions geogràfiques de Marco Polo es plasmen en l'Atles Català i van servir d'inspiració parcial per als viatges de Cristòfol Colom. L'èxit del llibre va fer que circulessin més de 150 còpies amb variacions diverses respecte l'original